# Большое Кирилловское
Большо́е Кири́лловское (Перк-ярви) — озеро в Выборгском районе Ленинградской области.
Площадь зеркала — 3,5 км². Длина озера — 3,5 км. Максимальная ширина — 1,2 км, средняя — 0,8 км. Средняя глубина — 1 метр, в центральной части есть две небольшие впадины глубиной около 2 м. В озеро впадают небольшие ручьи, вытекает река Перовка, впадающая в озеро Краснохолмское.
Большое Кирилловское сильно зарастает (порой до 80 % площади), берег низкий, заболочен. Из растительности преобладают тростник, элодея, рдест, уруть. В весенне-летний период на озере Кирилловское Большое наблюдается интенсивное «цветение» воды, что резко ухудшает кислородный режим озера.
Донные отложения илистые, толщина их достигает порой 3 м. Цвет воды желтовато-коричневый, прозрачность около 0,5 м.
Из рыб наиболее распространён окунь (от 10 до 300 г), есть также мелкая плотва и многочисленная щука. Реже встречается карась.
Вокруг озера растёт смешанный лес, местами сосновый.
Находящиеся поблизости поселения: Кирилловское, Ровное, Кирпичное, Нагорное.